# La morte rouge
La morte rouge ist ein Essayfilm des spanischen Filmregisseurs Victor Erice aus dem Jahr 2006.

## Inhalt
Erice spricht als Erzähler und verwendet alte Fotos, Ausschnitte aus einem Spielfilm und nachgestellte Szenen als Bildmaterial. Zunächst erzählt er vom Gran Kursaal, einer Anlage in San Sebastián, die ein Kasino, ein Varieté und ein Kino beherbergte und unmittelbar am Meer gebaut war. Dort hatte er im Januar 1946 als 5-Jähriger sein erstes Filmerlebnis, in Begleitung seiner sieben Jahre älteren Schwester. Es handelte sich um die US-amerikanische Sherlock-Holmes-Verfilmung Die Kralle über eine Serie von Morden in einem beschaulichen, fiktiven Ort names La Morte Rouge (frz. „Der Rote Tod“), der unweit Québecs liegen soll. Der Krimi flößte dem jungen Besucher große Furcht ein und vermittelte ihm den ambivalenten Charakter des Kinos. Er sei nicht imstande gewesen, Realität und Fiktion zu trennen. Dieses Kindheitserlebnis hatte Erice in abgewandelter Form bereits in seinem ersten Langspielfilm Der Geist des Bienenstocks verarbeitet. In La Morte Rouge spannt er einen Bogen vom Spanischen Bürgerkrieg bis zur Verwüstung Europas im Zweiten Weltkrieg. Der Film schließt mit Bildern vom Abriss des Kinos, eines „Refugiums der Geister“, an dessen Stelle modernistische Glasklötze hingestellt wurden.